# 3 Skrzydło Lotnictwa Transportowego

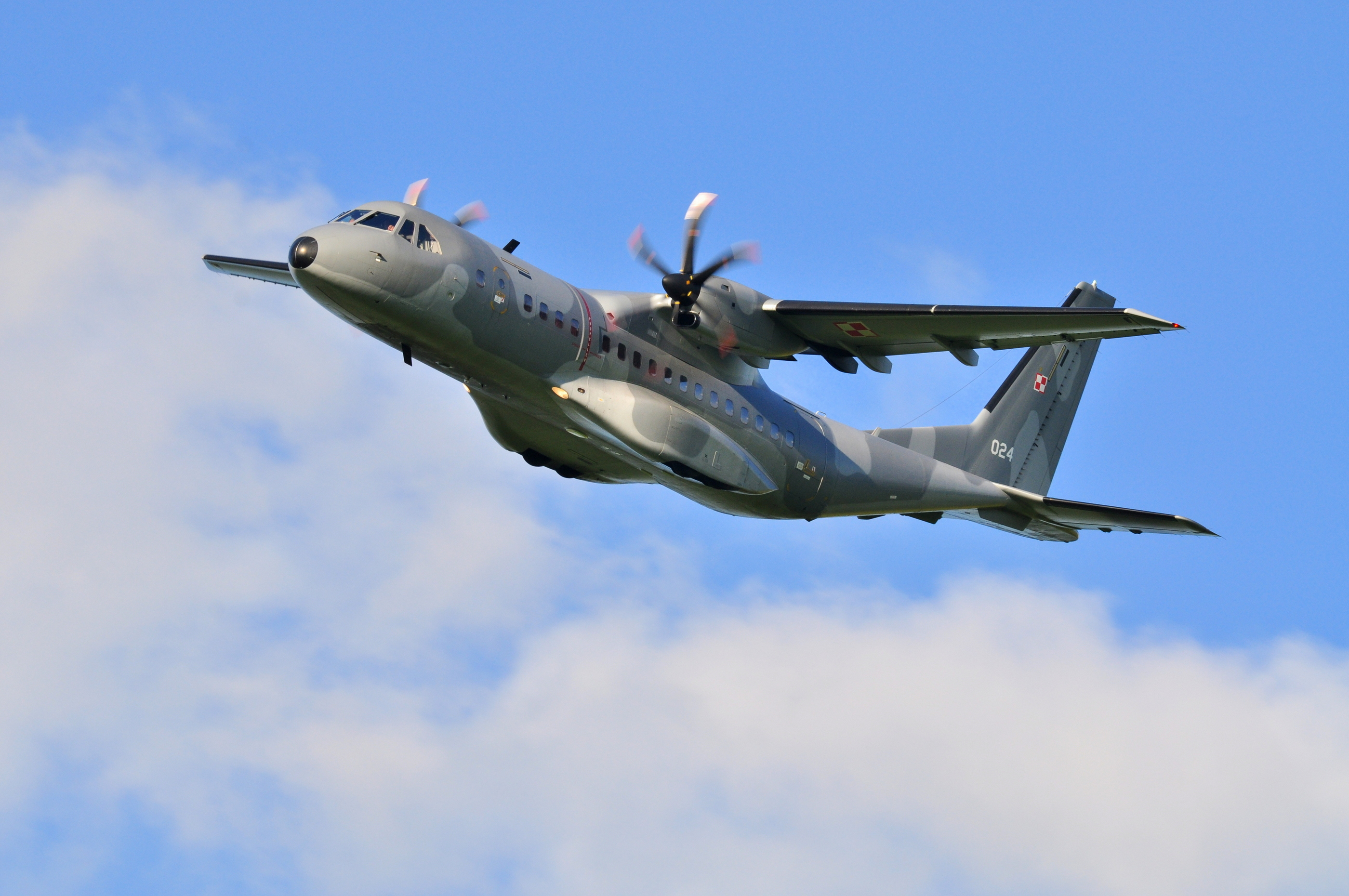
CASA C-295M 8 Bazy Lotnictwa Transportowego w Krakowie

3 Skrzydło Lotnictwa Transportowego (3 SLTr) – związek taktyczny Sił Powietrznych dyslokowany w Powidzu, przeznaczony do organizacji i nadzoru zabezpieczenia transportu lotniczego dla rodzajów sił zbrojnych oraz realizacji zadań w ramach lotniczego systemu poszukiwania i ratownictwa.

## Formowanie i zmiany organizacyjne
1 kwietnia 2007 roku sformowano 3 Brygadę Lotnictwa Transportowego. 1 stycznia 2009 roku Rozkazem Dowódcy Sił Powietrznych Nr PF 198 z dnia 26 sierpnia 2008 r. 3 Brygadę przeformowano w 3 Skrzydło Lotnictwa Transportowego.
W wyniku reformy struktur dowodzenia od 1 stycznia 2014 roku jednostka podlega bezpośrednio Dowódcy Generalnemu Rodzajów Sił Zbrojnych.

## Skład[4]
- 8 Baza Lotnictwa Transportowego w Krakowie,
- 33 Baza Lotnictwa Transportowego w Powidzu,
- 1 Grupa Poszukiwawczo-Ratownicza w Powidzu,
- 2 Grupa Poszukiwawczo-Ratownicza w Mińsku Mazowieckim,
- 3 Grupa Poszukiwawczo-Ratownicza w Krakowie,
- Powietrzna Jednostka Operacji Specjalnych w Powidzu (bez podległości operacyjnej).[5][6][7][8]

## Wyposażenie
Samoloty i śmigłowce używane w 3 SLTr:
- C-130E Hercules
- C-295M
- M28 Bryza
- W-3 Sokół
- Mi-8
- Mi-17

## Zadania
3 Skrzydło Lotnictwa Transportowego wykonuje loty w czasie pokoju, kryzysu i wojny, dostarczając żołnierzy, zaopatrzenie i pomoc. Prowadzi szeroki zakres działań, które obejmują:
• Zadania wojskowego transportu lotniczego żołnierzy i ładunków (oraz nadzwyczajnie loty HEAD);
• Zabezpieczenie transportu lotniczego;
• Lotniczy system poszukiwawczo-ratowniczy, lotnicze ewakuacje medyczne;
• Wsparcie lotnicze Wojsk Specjalnych, Wojsk Lądowych (operacji specjalnych oraz powietrznodesantowych);
• Loty ekstradycyjne np. na rzecz Policji;
• Udział w pomocy humanitarnej;
• Udział w Akcjach Serce (loty transplantacyjne organów);

## Dowódcy skrzydła
- maj 2007 – sierpień 2007 – gen. bryg. pil. Sławomir Kałuziński
- 2007–2008 – gen. bryg. pil. Adam Świerkocz
- 2008–2011 – gen. bryg. pil. Tadeusz Mikutel
- 2011–2014 – płk dypl. pil. Sławomir Żakowski
- 2014–2015 – gen. bryg. pil. Mirosław Jemielniak
- 2015–2019[10][11]. – gen. bryg. pil. Krzysztof Walczak
- 2019[11][12]–01.12.2020 – gen. bryg. pil. dr inż. Krzysztof Cur[13][14]
- 01.12.2020–15.05.2023[15] – gen. bryg. pil. Wojciech Pikuła[14]
- 15.05.2023 – gen. bryg. pil. Grzegorz Kołodziejczyk[15] [16]

## Tradycje
- Decyzją Nr 84/MON Ministra Obrony Narodowej z dnia 16 marca 2011 ustanowiono święto jednostki na dzień 1 czerwca[2].
- Decyzją Nr 191/MON Ministra Obrony Narodowej z dnia 23 maja 2011 wprowadzono odznakę pamiątkową oraz oznakę rozpoznawczą[1].
- Decyzją Nr 420/MON Ministra Obrony Narodowej z dnia 8 listopada 2011 zmieniono oznakę rozpoznawczą[17].
- Decyzją Nr 119/MON Ministra Obrony Narodowej z dnia 24 sierpnia 2020 Dowództwu jednostki nadano imię płk. pil. Bolesława Orlińskiego[18].

Insygnia 3 SLTr
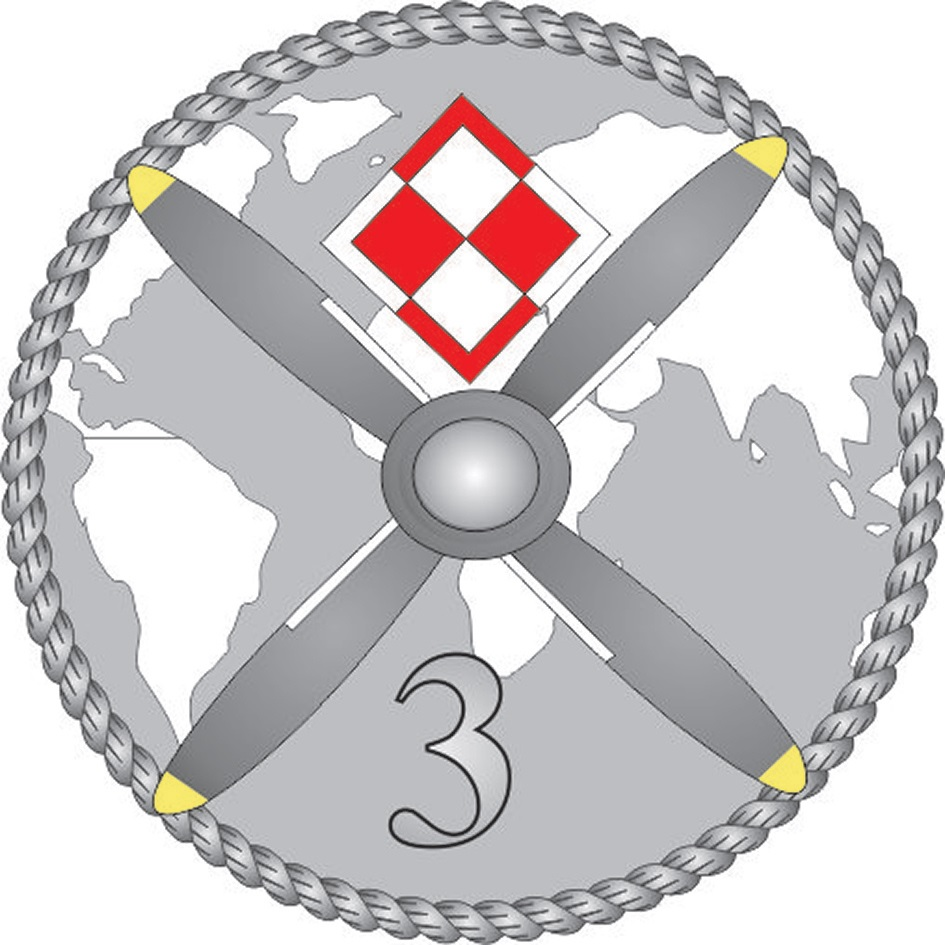
Odznaka pamiątkowa (od czerwca 2011)
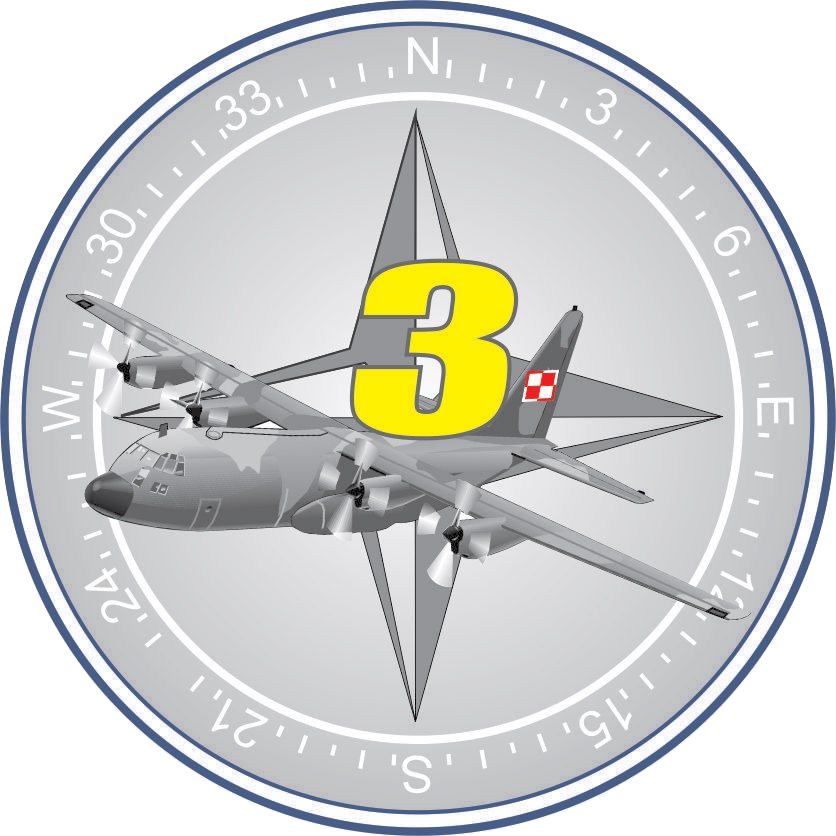
Oznaka rozpoznawcza (czerwiec – listopad 2011)
Oznaka rozpoznawcza (od listopada 2011)